# Stadt Wehlen
Stadt Wehlen (górnołuż. Wjelin) − miasto w Niemczech, w kraju związkowym Saksonia, w okręgu administracyjnym Drezno. w powiecie Sächsische Schweiz-Osterzgebirge, wchodzi w skład wspólnoty administracyjnej Lohmen/Stadt Wehlen.

## Współpraca
Miejscowości partnerskie:
- Bernkastel-Kues, Nadrenia-Palatynat
- Dorn-Dürkheim, Nadrenia-Palatynat
- Trochtelfingen, Badenia-Wirtembergia
- Wangen im Allgäu, Badenia-Wirtembergia

## Bibliografia

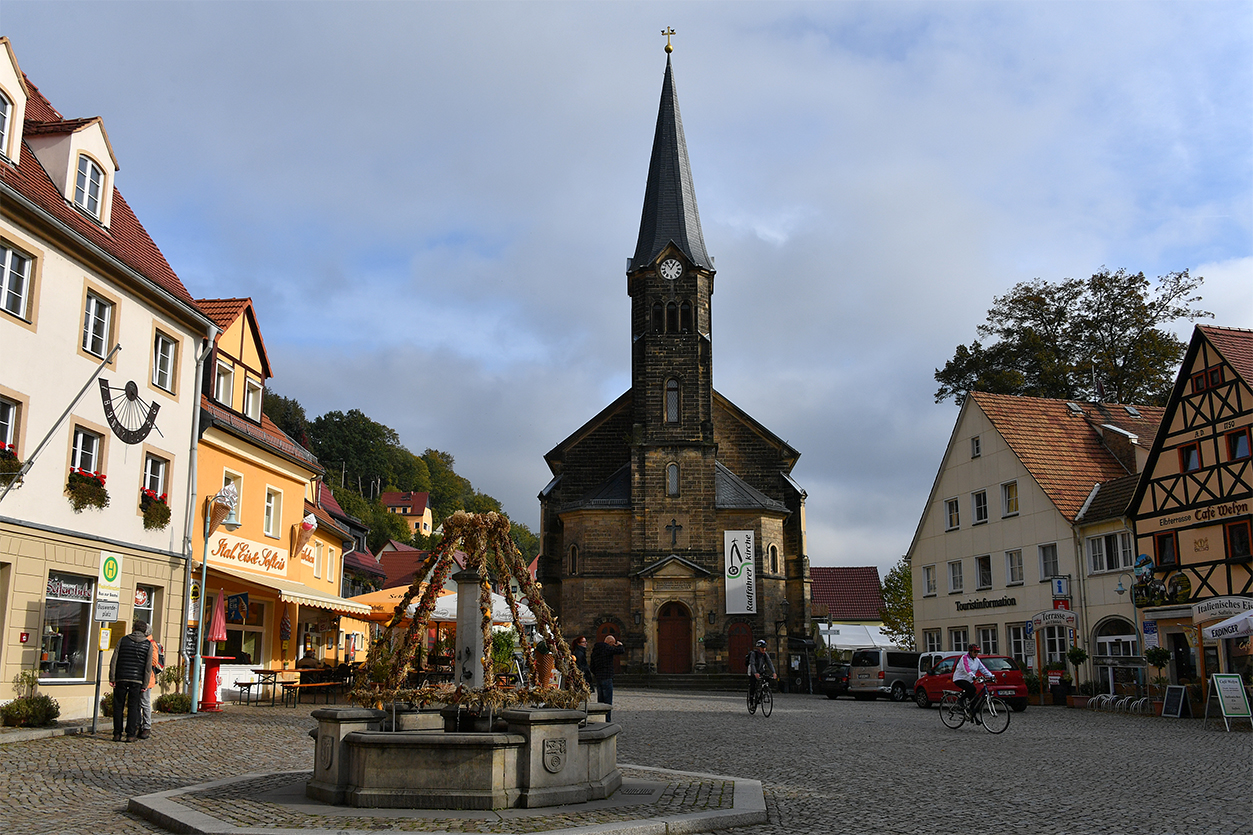
Rynek i kościół